# Stasimopus purcelli
Stasimopus purcelli är en spindelart som beskrevs av Tucker 1917. Stasimopus purcelli ingår i släktet Stasimopus och familjen Ctenizidae. Inga underarter finns listade i Catalogue of Life.